# Gunnar Smårs
Anders Gunnar Smårs, född 18 april 1916 i Rättviks församling, Kopparbergs län, död 23 december 1986 i Järnboås församling, Örebro län
, var en svensk läkare.
Smårs, som var son till murare Anders Smårs och Maria Karlsson, blev efter studentexamen i Lund 1936 medicine kandidat vid Uppsala universitet 1939, medicine licentiat 1945, medicine doktor 1961 på avhandlingen Osteogenesis imperfecta in Sweden och docent i praktisk medicin vid Uppsala universitet 1961. Han blev biträdande läkare på Hultafors sanatorium 1945, assistentläkare på Akademiska sjukhuset 1946, var vikarierande andre underläkare vid medicinska avdelningen på Södertälje lasarett 1947 resp. 1948, läkare på White Memorial Hospital i Los Angeles 1949–1950, blev underläkare vid medicinska kliniken på  Akademiska sjukhuset 1951 och var kurortsläkare vid Nyhyttans kurort och enskilda sjukhem i Järnboås från 1954.